# Habevolutopsius attenuatus
Habevolutopsius attenuatus är en snäckart som först beskrevs av Dall 1874.  Habevolutopsius attenuatus ingår i släktet Habevolutopsius och familjen valthornssnäckor. Inga underarter finns listade i Catalogue of Life.